# 変ホ長調
}}
}}
変ホ長調（へんホちょうちょう）は、西洋音楽における調のひとつで、変ホ (E♭) 音を主音とする長調である。調号はフラット3箇所 (B, E, A) である。

## 音階と和音
| 上行→下行    | 1  | 2 | 3 | 4  | 5  | 6  | 7 | 8  | 7  | 6  | 5  | 4  | 3 | 2 | 1  |
| ------------ | -- | - | - | -- | -- | -- | - | -- | -- | -- | -- | -- | - | - | -- |
| 自然長音階   | E♭ | F | G | A♭ | B♭ | C  | D | E♭ | D  | C  | B♭ | A♭ | G | F | E♭ |
| 和声的長音階 | E♭ | F | G | A♭ | B♭ | C♭ | D | E♭ | D  | C♭ | B♭ | A♭ | G | F | E♭ |
| 旋律的長音階 | E♭ | F | G | A♭ | B♭ | C  | D | E♭ | D♭ | C♭ | B♭ | A♭ | G | F | E♭ |

赤マスは一般に臨時記号により表される。
| コードネーム | E♭ | Fm | Gm  | A♭ | B♭ | Cm | Dm-5 | E♭M7 | Fm7 | Gm7  | A♭M7 | B♭7 | Cm7 | Dm7-5 | B♭9 |
| ------------ | -- | -- | --- | -- | -- | -- | ---- | ---- | --- | ---- | ---- | --- | --- | ----- | --- |
| 第9音        |    |    |     |    |    |    |      |      |     |      |      |     |     |       | C   |
| 第7音        |    |    |     |    |    |    |      | D    | E♭  | F    | G    | A♭  | B♭  | C     | A♭  |
| 第5音        | B♭ | C  | D   | E♭ | F  | G  | A♭   | B♭   | C   | D    | E♭   | F   | G   | A♭    | F   |
| 第3音        | G  | A♭ | B♭  | C  | D  | E♭ | F    | G    | A♭  | B♭   | C    | D   | E♭  | F     | D   |
| 根音         | E♭ | F  | G   | A♭ | B♭ | C  | D    | E♭   | F   | G    | A♭   | B♭  | C   | D     | B♭  |
| 和音記号     | I  | II | III | IV | V  | VI | VII  | I7   | II7 | III7 | IV7  | V7  | VI7 | VII7  | V9  |

和音は自然長音階で考えたもの。
その他のコードネームも実際の楽譜では異名同音的に変えられることがある。

## 特徴
調号が3箇所 (♭=B, E, A) であることから、古くから三位一体につながるとされた。
チェロとヴィオラでは調弦的に明るく響く調である。
シャルパンティエは「残酷さや厳しさを表す」と述べ、マッテゾンは「非常に悲愴な感じを具えている。真面目で、しかも訴えかけるような性質を持つ」と述べている。
古典派時代、ホルン協奏曲で頻繁に用いられた調性である。ニより低い調の管では、完全にストップした際のピッチの上昇は半音より小さいので容易に半音階を演奏出来るが、楽器の反応が鈍くなり、ソロ奏者には好まれなかった。ト管より上ではストップの際のピッチの上昇が大きく、ソロの演奏には向かない（実際には五線のすぐ上の記音イがフル・ストップで正しく演奏できるのはホ管より下の調であり、それがホルンの協奏曲にはホ、変ホ、ニの三つの調性のものが多い理由であるが、ハ管のための協奏曲も数曲存在する）。
アルト・サクソフォーンやバリトン・サクソフォーンといったE♭管の楽器ばかりでなく、変ロ調（B♭管）の管楽器にとっても演奏しやすい調である（管楽器はフラットの方がシャープより吹きやすいとされる）ため、吹奏楽などでは変ロ長調と並んで頻繁に用いられている。
ベートーヴェンが生涯愛した調でもあり、交響曲第3番「英雄」、ピアノ協奏曲第5番「皇帝」、弦楽四重奏曲第12番など、同じフラット3つのハ短調と並び名曲が多い。交響曲第3番「英雄」の完成以後「英雄の調」というイメージが生まれ、リヒャルト・シュトラウスは交響詩・英雄の生涯を作曲している。

## 変ホ長調の曲の例
Category:変ホ長調を参照。